# Liphistius batuensis
Liphistius batuensis ABRAHAM, 1923 è un ragno appartenente al genere Liphistius della famiglia Liphistiidae.
Il nome del genere deriva dalla radice prefissoide greca λιπ-, lip-, abbreviazione di λιπαρός, liparòs cioè unto, grasso, e dal sostantivo greco ἰστίον, istìon, cioè telo, velo, ad indicare la struttura della tela che costruisce intorno all'apertura del cunicolo.
Il nome proprio deriva dalla località di Batu Caves, luogo principale di ritrovamento, nei pressi della città malese di Kuala Lumpur e dal suffisso latino -ensis, che significa: presente, che è proprio lì.

## Caratteristiche
Ragno primitivo appartenente al sottordine Mesothelae: non possiede ghiandole velenifere, ma i suoi cheliceri possono infliggere morsi piuttosto dolorosi
I maschi di questa specie si possono agevolmente distinguere per l'apofisi tegolare corta ed eretta. Le femmine invece come peculiarità rispetto a tutte le altre del genere Liphistius, hanno il poreplate (area dei genitali femminili interni coperta da una zona priva di pori) corto, largo e più stretto nella parte mediana.
Il bodylenght (lunghezza del corpo senza le zampe), esclusi anche i cheliceri, è di 9,6 millimetri nelle femmine. Il cefalotorace è di poco più lungo che largo, circa 6,1 x 5,6 millimetri, è di colore marrone chiaro con i margini anteriori e laterali più scuri. I cheliceri distalmente di colore arancio chiaro e gialli prossimalmente, hanno 10-11 denti al margine anteriore delle zanne. Le zampe sono uniformemente di colore marrone chiaro. L'opistosoma è anch'esso più lungo che largo, circa 4,4 x 3,7 millimetri, è di colore marrone chiaro, con gli scleriti e le filiere arancione chiaro. Alcuni esemplari mostrano variazioni con occhi mediani anteriori di diverse dimensioni o addirittura mancanti.
Nell'ambito del genere Liphistius si distinguono due gruppi principali per la morfologia dei genitali interni femminili. Il gruppo di cui fa parte questa specie ha il ricettacolo ventrale stretto occupante una porzione sostanziale della larghezza del poreplate, proprietà condivisa con L. malayanus, L. panching, L. tioman e L. johore.

## Comportamento
Costruiscono cunicoli nel terreno profondi fino a 60 centimetri e tengono chiuso l'ingresso del cunicolo con una porta-trappola piuttosto rudimentale. Intorno all'apertura tessono 7-8 fili molto sottili e appiccicaticci in modo da accorgersi se qualche preda si sta avvicinando e, approfittando dei momenti in cui vi è invischiata, balzano fuori e la catturano. Vivono molti anni anche in cattività.

## Distribuzione
Rinvenuta nelle località di Batu Caves, e nelle cave di Templar Park, entrambe nei pressi della capitale Kuala Lumpur, nello Stato malese di Selangor.